# Тріфенешть (Синжерейський район)
Тріфенешть (рум. Trifănești) — село у Синжерейському районі Молдови. Входить до складу комуни, адміністративним центром якої є село Хечул-Ноу.

## Населення
За даними перепису населення 2004 року у селі проживали 593 особи.
Національний склад населення села:
| Національність | Кількість осіб | Відсоток |
| -------------- | -------------- | -------- |
| молдавани      | 588            | 99,2%    |
| росіяни        | 4              | 0,7%     |
| українці       | 1              | 0,2%     |
| Всього         | 593            | 100%     |